# Antoine Deschamps de La Varenne
Antoine Joseph Gilbert Nicolas Deschamps de La Varenne est un officier et homme politique français né le 26 décembre 1770 à Montluçon et mort le 30 avril 1822 à Paris.

## Biographie
Antoine Deschamps de La Varenne est le fils de Jacques Antoine Deschamps de La Varenne, général de brigade en 1793, et d'Élisabeth Madeleine Foureton de Margelay.
Il a été maire de Sauvagny (Allier) de 1806 à 1816. Conseiller d'arrondissement, il est sous-préfet intérimaire de Montluçon pendant les Cent-Jours.
Il est fait baron d'Empire le 17 mars 1811. Le titre de baron héréditaire est confirmé le 1er juin 1816.
Il est élu député de l'Allier le 28 janvier 1822, et meurt deux mois après son élection.